# Żywki (przystanek kolejowy)
Żywki – zlikwidowany w 1945 roku przystanek osobowy w Żywkach na linii kolejowej Olecko – Kruklanki, w powiecie giżyckim, w województwie warmińsko-mazurskim, w Polsce.